# Rendaku
El rendaku (連濁?  lit. "sonoridad secuencial") es un fenómeno en la morfofonología japonesa que gobierna la sonoridad de la consonante inicial de la porción no inicial de un compuesto.
El rendaku puede ser visto en:
[Kabushiki] + [Kaisha] > Kabushiki Gaisha ("valores (bursátil)" + "Sociedad" → Compañía en bolsa de valores)
[hito] + [hito] > [hitobito] ("persona" + "persona" → "gente")
[toki] + [toki] > [tokidoki] ("tiempo" + "tiempo" → "algunas veces")
[te] + [kami] > [tegami] ("mano" + "papel" → "carta")

## Consideraciones

### Ley de Lyman
La ley de Lyman dice que el rendaku no ocurrirá cuando el segundo elemento del compuesto contiene una obstruyente sonora en cualquier posición.
[yama] + [kaji] > [yamakaji], no *[yamagaji] ("montaña" + "fuego" > "incendio forestal") (el asterisco indica el vocablo incorrecto)
[hitori] + [tabi] > [hitoritabi], no *[hitoridabi] ("una persona" + "viaje" > "viajando solo")
[tsuno] + [tokage] > [tsunotokage], no *[tsunodokage] ("cuerno" + "lagarto" > "lagarto cornudo")
Esta ley fue redescubierta por Benjamin Smith Lyman en 1894, ya que durante el periodo Edo Kamo no Mabuchi y Motori Norinaga, separada e independientemente, ya la habían descubierto y descrito en el siglo XVIII.

### Origen de las palabras
Las palabras que no son de origen sinojaponés difícilmente usan el rendaku:
[kabushiki] + [kaisha] > [kabushikigaisha] ("bolsa de valores" + "compañía" > "corporación")
[aisu] + [kōhī] > [aisukōhī], no *[aisugōhī] ("hielo" + "café" > "café helado")

### Semántica
El rendaku no tiende a aparecer en los compuestos del valor semántico "X y Y ":
[yama] + [kawa] > [yamakawa] "montañas y ríos"
Compare esto con [yama] + [kawa] > [yamagawa] "río de montaña".

### Límite de la ramificación
Finalmente, el rendaku es bloqueado por un "límite de la ramificación". El rendaku se presenta en el segundo elemento de un compuesto de ramificación derecho:
([o] + [shiro]) + [washi] > [ojirowashi] ({"cola" + "blanco"} + "águila" > "águila de cola blanca")
[mon] + ([shiro + chō]) > [monshirochō], no *[monjirochō] ("blasón familiar" + {"blanco" + "mariposa"} > "mariposa de la col")

## Impredecibilidad
A pesar de las reglas que se han mostrado para explicar la manifestación del rendaku, aún permanecen ejemplos en muchas palabras donde no hay una regla definida. El rendaku puede ser difícil incluso para los hablantes nativos, particularmente en los nombres japoneses, donde el rendaku puede o no seguir las reglas. En muchos casos un nombre escrito puede o no tener rendaku, dependiendo de la persona. Por ejemplo, 中田 puede ser leído en varias formas, tanto Nakata como Nakada.